# Hyperdiplosis bryanti
Hyperdiplosis bryanti är en tvåvingeart som beskrevs av Ephraim Porter Felt 1913. Hyperdiplosis bryanti ingår i släktet Hyperdiplosis och familjen gallmyggor.
Artens utbredningsområde är Connecticut. Inga underarter finns listade i Catalogue of Life.